# Одесский район (Омская область)
Оде́сский райо́н — административно-территориальная единица (район) и муниципальное образование (муниципальный район) на юге Омской области России.
Административный центр — село Одесское.

## География
Площадь района — 1800 км².

## История
Район образован в мае 1925 года путём преобразования Одесской укрупнённой волости Омского уезда Омской губернии. Район вошёл в состав Омского округа Сибирского края.
В 1925 году из Благодаровского сельского совета выделен Херсонский. Из Брезицкого сельского совета выделен Ново-Россияновский. Из Лукьяновского сельского совета выделен Самородинский. Из Одесского сельского совета выделен Славгородский. Из Чугуевского сельского совета выделены Петроверовский, Тишанский. Из Харитоновского сельского совета выделен Рассказовский.
В 1928 году из Степановского района Петропавловского округа Казакской АССР переданы 3 сельских совета (Громогласовский, Ореховский, Цветковский).
В 1929 году район упразднён:
- 12 сельских советов передано в Борисовский район (Белостокский, Брезицкий, Желанновский, Ново-Россияновский, Петроверовский, Побочинский, Рассказовский, Самородинский, Тишанский, Харитоновский, Херсонский, Чугуевский);
- 9 сельских советов передано в Павлоградский район (Благодаровский, Буняковский, Генераловский, Дувановский, Лукьяновский, Одесский, Пришибский, Саратский, Славгородский);
- 3 сельских совета переданы в Черлакский район (Громогласовский, Ореховский, Цветковский).[7]

В январе 1935 года район восстановлен:
- 5 сельских советов передано из Павлоградского района (Аулсовет № 8, Белостокский, Буняковский, Лукьяновский, Одесский);
- 5 сельских советов передано из Шербакульского района (Брезицкий, Ореховский, Побочинский, Цветковский, Чугуевский).[8]

В марте 1935 года Аулсовет № 8 передан в Павлоградский район.
В 1938 году центр Брезицкого сельского совета перенесён из села Брезицкого в село Желанное.
В 1954 году Брезиций сельский совет переименован в Желанновский. К Желанновскому сельскому совету присоединён Побочинский. Ореховский сельский совет присоединён к Цветковскому.
В 1959 году к Лукьяновскому сельскому совету присоединён Чугуевский.
В 1963 году район упразднён. Территория присоединена к Павлоградскому району (Белостокский, Буняковский, Желанновский, Лукьяновский, Одесский, Цветковский сельские советы).
В 1965 году район восстановлен:
- 4 сельских совета переданы из Павлоградского района (Белостокский, Буняковский, Лукьяновский, Одесский);
- 2 сельских совета переданы из Таврического района (Пришибский, Цветнопольский);
- 2 сельских совета переданы из Шербакульского района (Желанновский, Цветковский).[13]

В 1967 году Цветковский сельский совет переименован в Ореховский с переносом центра из села Цветково в село Орехово.
В 1987 году часть Белостокского сельского совета выделена в Побочинский.
В 1991 году из части Буняковского сельского совета выделен Благодаровский.
В 1991 году часть Буняковского сельского совета передана в Благодаровский и в образованный Ганновский сельские советы.
В 1992 году Пришибский, Цветнопольский сельские советы переданы в Азовский немецкий национальный район.

## Население
| 1926    | 1959    | 1970    | 1979    | 1989    | 2002    | 2006    | 2009    | 2010    |
| ------- | ------- | ------- | ------- | ------- | ------- | ------- | ------- | ------- |
| 23 615  | ↘19 582 | ↗23 265 | ↘20 966 | ↗22 584 | ↘18 652 | ↘18 200 | ↘18 115 | ↘17 422 |
| 2011    | 2012    | 2013    | 2014    | 2015    | 2016    | 2017    | 2018    | 2019    |
| ↘17 418 | ↘17 377 | ↗17 527 | ↗17 534 | ↗17 589 | ↗17 724 | ↘17 721 | ↘17 659 | ↘17 526 |
| 2020    | 2021    | 2023    |         |         |         |         |         |         |
| ↘17 335 | ↘16 221 | ↘16 029 |         |         |         |         |         |         |

### Национальный состав
По данным переписи населения 1939 года: украинцы — 62,1 % или 12 999 чел., русские — 23,2 % или 4852 чел., немцы — 7,9 % или 1657 чел.
По Всероссийской переписи населения 2010 года
| Национальность  | Численность населения, чел. | Доля от населения |
| --------------- | --------------------------- | ----------------- |
| Армяне          | 90                          | 0,52              |
| Белорусы        | 139                         | 0,80              |
| Казахи          | 858                         | 4,92              |
| Немцы           | 1107                        | 6,35              |
| Русские         | 11039                       | 63,36             |
| Татары          | 83                          | 0,48              |
| Украинцы        | 3726                        | 21,39             |
| Прочие нации    | 380                         | 2,18              |
| Итого по району | 17422                       | 100,00            |

## Муниципально-территориальное устройство
В Одесском районе 20 населённых пунктов в составе 9 сельских поселений:
| № | Сельские поселения                      | Административный центр | Количество населённых пунктов | Население | Площадь, км2 |
| - | --------------------------------------- | ---------------------- | ----------------------------- | --------- | ------------ |
| 1 | Белостокское сельское поселение         | село Белосток          | 1                             | ↘1036     |              |
| 2 | Благодаровское сельское поселение       | село Благодаровка      | 1                             | ↘678      |              |
| 3 | Буняковское сельское поселение          | село Буняковка         | 1                             | ↘993      |              |
| 4 | Ганновское сельское поселение           | село Ганновка          | 1                             | ↗790      |              |
| 5 | Желанновское сельское поселение         | село Желанное          | 2                             | ↘2014     |              |
| 6 | Лукьяновское казачье сельское поселение | село Лукьяновка        | 6                             | ↘2314     |              |
| 7 | Одесское сельское поселение             | село Одесское          | 3                             | ↘6162     |              |
| 8 | Ореховское сельское поселение           | село Орехово           | 4                             | ↘946      |              |
| 9 | Побочинское сельское поселение          | село Побочино          | 1                             | ↗1096     |              |

| №  | Населённый пункт | Тип     | Население | Муниципальное образование               |
| -- | ---------------- | ------- | --------- | --------------------------------------- |
| 1  | Антамбек         | деревня | ↘0        | Одесское сельское поселение             |
| 2  | Белосток         | село    | ↘1036     | Белостокское сельское поселение         |
| 3  | Благодаровка     | село    | ↘678      | Благодаровское сельское поселение       |
| 4  | Бобровица        | деревня | 55        | Ореховское сельское поселение           |
| 5  | Брезицк          | деревня | ↘294      | Желанновское сельское поселение         |
| 6  | Буняковка        | село    | ↘993      | Буняковское сельское поселение          |
| 7  | Ганновка         | село    | ↗790      | Ганновское сельское поселение           |
| 8  | Генераловка      | деревня | ↘431      | Лукьяновское казачье сельское поселение |
| 9  | Громогласово     | деревня | 221       | Ореховское сельское поселение           |
| 10 | Желанное         | село    | ↗1757     | Желанновское сельское поселение         |
| 11 | Лукьяновка       | село    | ↗1730     | Лукьяновское казачье сельское поселение |
| 12 | Новопавловка     | деревня | ↘61       | Лукьяновское казачье сельское поселение |
| 13 | Одесское         | село    | ↘6040     | Одесское сельское поселение             |
| 14 | Орехово          | село    | 946       | Ореховское сельское поселение           |
| 15 | Песчанка         | деревня | ↗166      | Лукьяновское казачье сельское поселение |
| 16 | Побочино         | село    | ↗1096     | Побочинское сельское поселение          |
| 17 | Сарат            | деревня | ↘225      | Лукьяновское казачье сельское поселение |
| 18 | Славгородка      | село    | ↘184      | Одесское сельское поселение             |
| 19 | Тишанка          | деревня | ↘144      | Лукьяновское казачье сельское поселение |
| 20 | Цветково         | село    | 277       | Ореховское сельское поселение           |

## Достопримечательности
Памятники истории, архитектуры, археологии и монументального искусства района
- обелиск воинам-землякам, погибшим в годы Великой Отечественной войны 1941—1945 годы, установлен в 1967 году, село Благодаровка
- памятник В. И. Ленину, установленный в 1967 году, село Одесское